# Еженедельная газета
Еженедельная газета, или еженедельник, — газета, выходящая один или два раза в неделю, в которой представлены общие новости или текущие события. Еженедельные газеты, как правило, имеют меньший тираж, чем ежедневные газеты, и часто охватывают меньшие территории, такие как один или несколько небольших городов, сельский округ или несколько районов в большом городе. Часто еженедельники освещают местные новости и занимаются общинной журналистикой.

## История
Первыми еженедельными газетами были Relation aller Fürnemmen und gedenckwürdigen Historien и еженедельная газета Avisa Relation oder Zeitung, выходившие в начале XVII века. Relation aller Fürnemmen und gedenckwürdigen Historien основана примерно в 1605 году в Страсбурге Иоганном Каролусом, а Avisa Relation oder Zeitung возникла в январе 1609 года в Вольфенбюттеле.

## Содержание
В Северной Америке еженедельные газеты как правило сообщают новости о местных событиях, как то дорожно-транспортные происшествия и пожары в домах, а также о правительственных совещаниях, школьных собраниях и полицейских сводках.
В еженедельных газетах уделяется внимание выступлениям спортивных команд местных средних школ и различных сообществ, а также профессиональных команд.
Размещаются объявления о различных знаковых семейных событиях, как день рождения, помолвка, свадьба, годовщины и юбилеи, а также некрологи.
Более крупные еженедельники, особенно те, которые являются частью газетных сетей, также предлагают статьи о стиле жизни, обзоры репертуаров местных театров и культурных учреждений, рецензии ресторанных критиков и разделы с местными рецептам.
Как и ежедневные газеты, еженедельные газеты часто имеют редакционную страницу. Редакционные страницы также включают письма в редакцию, написанные читателями по определённой теме.
Раздел общественных оповещений обычно включает в себя сжатое изложение отчётов о происшествиях в полиции, вызовов пожарной охраны и судебных решений (или итогов уголовного судопроизводства). Общественные оповещения обычно относятся к одной из двух категорий: 1) оповещения о слушаниях, объявления о торгах, финансовые отчёты, принятие постановлений, заявки на планирование и другие действия правительства, о которых местные органы власти должны уведомлять общественность; 2) оповещение судебной системы и/или правоохранительных органов, выключающие такие вещи, как судебные иски, бракоразводные процессы и изъятие права выкупа / изъятие собственности. Многие газеты также публикуют список разрешений на строительство, выданных в зоне их распространения. Законы многих штатов США требуют, чтобы муниципалитет или другой государственный орган назначал зарегистрированную газету в качестве своего официального публикатора, которая определяется на основе географического региона, и часто это обозначение даётся более чем одной газете. Официальные газеты получают оповещения общественности от правительства, и, поскольку они считаются рекламой, то могут выступать источником дохода для газет.
Еженедельные газеты часто имеют одного или нескольких торговых представителей по рекламе, работа которых заключается в продаже медийной рекламы. Большинство рекламных объявлений исходят от местных предприятий (хотя некоторые более крупные компании за пределами зоны покрытия могут размещать рекламу). Другие рекламные объявления называются объявлениями, которые размещают люди желающие что-то купить или продать (например, автомобиль или недвижимость), работодатели, у которых есть вакансии, или владельцы недвижимости предлагающие арендовать помещение. Наряду с платной подпиской еженедельная газета получает большую часть своего дохода от медийной рекламы и тематической рекламы.

## Вёрстка
Большинство еженедельных газет выкладываются за один или несколько дней до даты выхода в свет. Иногда страницы расположены в шахматном порядке, чтобы учесть несколько крайних сроков.
Как и более крупные газеты, большинство еженедельных газет в наши дни разбиваются (или компонуются) с помощью компьютерного программного обеспечения, таких как Adobe PageMaker, Adobe InDesign или Quark Xpress. Макет — это внешний вид страницы, включающий фотографии (вместе с вырезами или подписями, идентифицирующими содержание фотографии и людей), текст (текст и его шрифт), заголовки и пустое пространство. Во многих газетах фотографы, репортёры и редакторы используют цифровые фотокамеры, чтобы делать фотографии и загружать выбранные фотографии с помощью устройства чтения карт памяти. Фотографии обрезаются и редактируются с помощью такой программы, как Adobe Photoshop. После того, как текст и реклама будут размещены на странице, редактор распечатает корректуру и при необходимости внесет изменения, а также будет консультироваться с репортёрами относительно перепроверки фактов, корректура заголовков и другого текста или написание вырезок для фотографий. После того, как все удовлетворены, распечатывается окончательное доказательство и готовится к публикации. Страницы могут быть помещены на листы-пустышки, записаны на компакт-диск или Zip-диск или отправлены в типографию (либо расположенную в офисе газеты, либо на удаленном издательском предприятии) по электронной почте или через FTP-сайт.
Часто штат еженедельной газеты небольшой, и у сотрудников бывает несколько обязанностей. Например, редактор новостей может также заниматься продажей рекламы, а репортёры работать фотографами. Численность сотрудников отдела новостей колеблется в зависимости от размера газеты и общего объёма её тиража. В некоторых газетах штат состоит из нескольких репортёров, и у каждого из них имеется отдельно взятая тема (как в ежедневной газете, где темы включают школы, местные органы власти, бизнес, полицию и т. Д.). Однако во многих небольших газетах есть всего лишь один репортёр, освещающий все области и несущий ответственность за всё содержание газеты (например, о правительстве, бизнесе, школах, преступности и т. д.). Опыт репортёров еженедельных газет может быть как многолетним (либо они удовлетворены своей работой, либо могут хорошо зарекомендовать себя в обществе), так ограничиваться недавними выпускниками колледжей находящимися в самом начале своей карьеры. Во многих газетах есть, по крайней мере, один клерк или помощник редактора, отвечающий за размещение семейных новостей и некрологов, а также выпусков новостей, объявляющих о предстоящих событиях. Менеджер по распространению следит за подписчиками (это число колеблется от нескольких сотен до десятков тысяч подписчиков), а также отвечает за рубричную рекламу. Помимо штатных репортёров и фотографов, многие еженедельные газеты также нанимают корреспондентов (иногда их называют стрингерами), которым платят отдельно за каждый подготовленный материал.